# Apilocrocis cephalis
Apilocrocis cephalis là một loài bướm đêm trong họ Crambidae.